# Љубица Коларовић
Љубица Коларовић (Врањево, 23. март 1836 – Београд, 25. фебруар 1890) била је једна од најбољих глумица код Срба у другој половини 19. века и једна од првих званичних примадона Народног позоришта у Београду.

## Детињство и породица
Љубица Коларевић (рођена Поповић) рођена је као треће дете свештеника Луке Поповића, познатог и цењеног међу љубитељима црквеног појања у Сремским Карловцима и Врањеву и његове жене Милице. Основну школу завршила је у Врањеву а у родитељској кући, као и све Лукине кћери, добила је и нешто шире образовање.
Бројна породица свештеника Луке Поповића је српском позоришту дала седам чувених имена: пет кћери и два сина проте Луке. Осим Љубице, свој живот су позоришту посветили и Катица Поповић, Драгиња Ружић, Јелисавета - Јеца Добриновић, Софија Вујић, Лаза и Паја Поповић. Заједно са снајама и зетовима, међу којима су били Димитрије Ружић, Пера Добриновић, Љубицини муж Димитрије Коларовић и Лазина жена Марија Аделсхајм-Поповић ова „уметничка династија” је једно време сачињавала готово половину трупе Српског народног позоришта у Новом Саду и представљали су моћан и веома утицајан породични круг, не само у глумачкој дружини него и у органима Друштва за Српско народно позориште.. Глумачку традицију наставили су и унуци проте Луке: Зорка Тодосић, Емилија Поповић, Милка Марковић, Лука Поповић и његове сестре Зорка Поповић—Премовић и Даница Поповић. Последњи изданци ове династије били су праунуци проте Луке, Димитрије Митица Марковић и Љубица Тодосић, талентована глумица која је умрла веома млада.

## Професионални рад у позоришту
Љубица Коларовић глумом се почела да се бави 1861. у дилетантском позоришту, дружину Јована Кнежевића, да би после другог гостовања Кнежевићевог путујућег позоришта у Новом Саду, напустила његову трупу и 17. августа 1861. ступила у тек основано Српско народно позориште. Дан раније новооснованом позоришту већ је била приступила и њена сестра Драгиња. На новосадској Љубица је први пут наступила 23. јула 1861, у представи Мушки метод и женска мајсторија, а редован члан постала је 13. јуна 1962.
Већ наредне године, 4. маја 1863. Љубица напушта Српско народно позориште, пратећи свога мужа Димитрија, који је такође био члан овог позоришта, а отпуштен је због сукоба са Лазом Телечким. До краја августа исте године, заједно са сестрама Драгињом и Софијом и зетом Димитријем Ружићем, играла је у ad hoc формираној путујућој позоришној дружини свога супруга. Од 15. септембра 1863. до пред крај априла 1864. била је, заједно са мужем, ангажована у Хрватском народном казалишту у Загребу. Од 1. маја 1864. поново постаје члан Српског народног позоришта, али због још једног тешког прекршаја њеног супруга Управни одбор Позоришта их обоје 19. септембра 1865. отпушта из ангажмана. Ова одлука је, на молбу 63 потписана сомборска грађанина, у фебруару 1865. суспендована до првог ма и најмањег Коларовићевог испада. У СНП-у је, после тога, била непрекидно до 26. септембра 1868, када је разрешена дужности, због преласка у Народно позориште у Београду.
На конкурсу за редовног члана Народног позоришта у Београду (које је тада било у оснивању) Љубица је изабрана још 16. августа 1868. године. Била је редован члан Народног позоришта од 1. октобра 1868. до средине октобра 1881. године, с прекидом од 10. јуна 1873. до 7. марта 1874, за које време је наступала с мужем најпре у дружини Ђорђа Пелеша, у арени Вајфертове пиваре, а зиму 1873/74. обоје су провели у Шапцу у трупи Милоша Цветића и Ђуре Рајковића. Стални члан Народног позоришта постала је 19. марта 1879. године.
Средином октобра 1881. Милорад П. Шапчанин, тадашњи управник Позоришта принуђен је, због свакојаких изгреда и насилништва Димитрија Коларовића, отпусти и њега и Љубицу. Брачни пар Коларовић тада поново добија ангажман у Хрватском народном казалишту и од 27. октобра 1881. до 14. маја 1882. наступала на загребачкој сцени. Вративши се почетком јуна 1882. у Београд, управа Народног позоришта „је није могла примити због њезиног нагло оронулога здравља. На тај начин, по позоришним правилима, није имала право на пензију. Али јој управа, одлуком од 10. октобра 1882, одреди 1000 динара годишњега издржавања, више него што би имала пензије по годинама службе на београдској позорници. Ово је издржавање давано до смрти.” (М. Шапчанин, Извештај из 1890). Празнину која је настала њеним повлачењем са сцене попунила је изванредна уметница Вела Нигринова.
Љубица Коларовић била је повисока, складно грађена, изразитог лика, правилних црта лица. Добро је певала, тако да је у младости наступала и у певачким улогама. У својим првим представама деловала је као да се плаши сцене и публике али се касније, стекавши искуство и самопоуздање, афирмисала као једна од најбољих глумица код Срба друге половине 19. века. Са улога сентименталних љубавница и размажених девојака, које јој нису „лежале”, прешла је на веома широк репертоар у којем је сугестивно тумачила драмске мајке, хероине, отмене жене из високих кругова и драмске карактерне роле. У тим улогама испољила је снажан темперамент, истанчану сензибилност, смисао за психолошко продубљивање лика и изврсну дикцију. У Народном позоришту у Београду носила је, заједно са великим сценским уметницама Маријом Јеленском и Милком Гргуровом, најзначајнији драмски репертоар. Остала је упамћена и по томе што је играла у првој поставци неког Шекспировог комада у српском позоришту, Ричарда Трећег.

## Приватни живот
Свог супруга Димитрија Коларовића Љубица је упознала током гостовања Српског народног позоришта у Вуковару, када је 8. новембра 1861. године и он ангажован као члан овога позоришта. Венчали су се на Ђурђевдан 1862. током гостовања српске народне позоришне дружине у Суботици. Имали су двоје деце - ћерку Зорку и сина Тиму.
Њен живот није био нимало лак. Удата за даровитог и несумњиво способног глумца, али необузданог и сукобима и изгредима склоног човека, она је са достојанством стрпљиве и одане супруге и узорне мајке делила с њиме све недаће које су га, његовом кривицом, стално сналазиле. Шездесетих година 19. века она је, са трупом Српског народног позоришта, непрекидно била на путу и са двоје мале деце ломатала се по банатским, бачким, сремским и славонским друмовима. У Великом Бечкереку је 12. маја 1867. примила вест да јој је изненада умро двоипогодишњи син Тима. Оставши само са једним дететом, старијом ћерком Зорком, чинила је све што може да је изгради у врсну глумицу, у чему је свакако успела.
Већ током ангажмана у Згбу Љубици је нагло почео да слаби вид, а после повратка у Београд болест њених очију знатно се погоршала. Верује се да је доживела исту судбину као Алекса Бачвански и Тоша Јовановић, односно да је и њена болест очију била проузрокована плинским осветљењем на позорници Народног позоришта. Нагло губљење вида и нежељено удаљавање са позорнице тешко је подносила, што јој је нарушило здравље, још одраније начето тешким животом и не баш сређеним породичним приликама. Непосредно пред смрт била скоро слепа. Умрла је 13. фебруара 1890. године.